# Johann Preleuthner

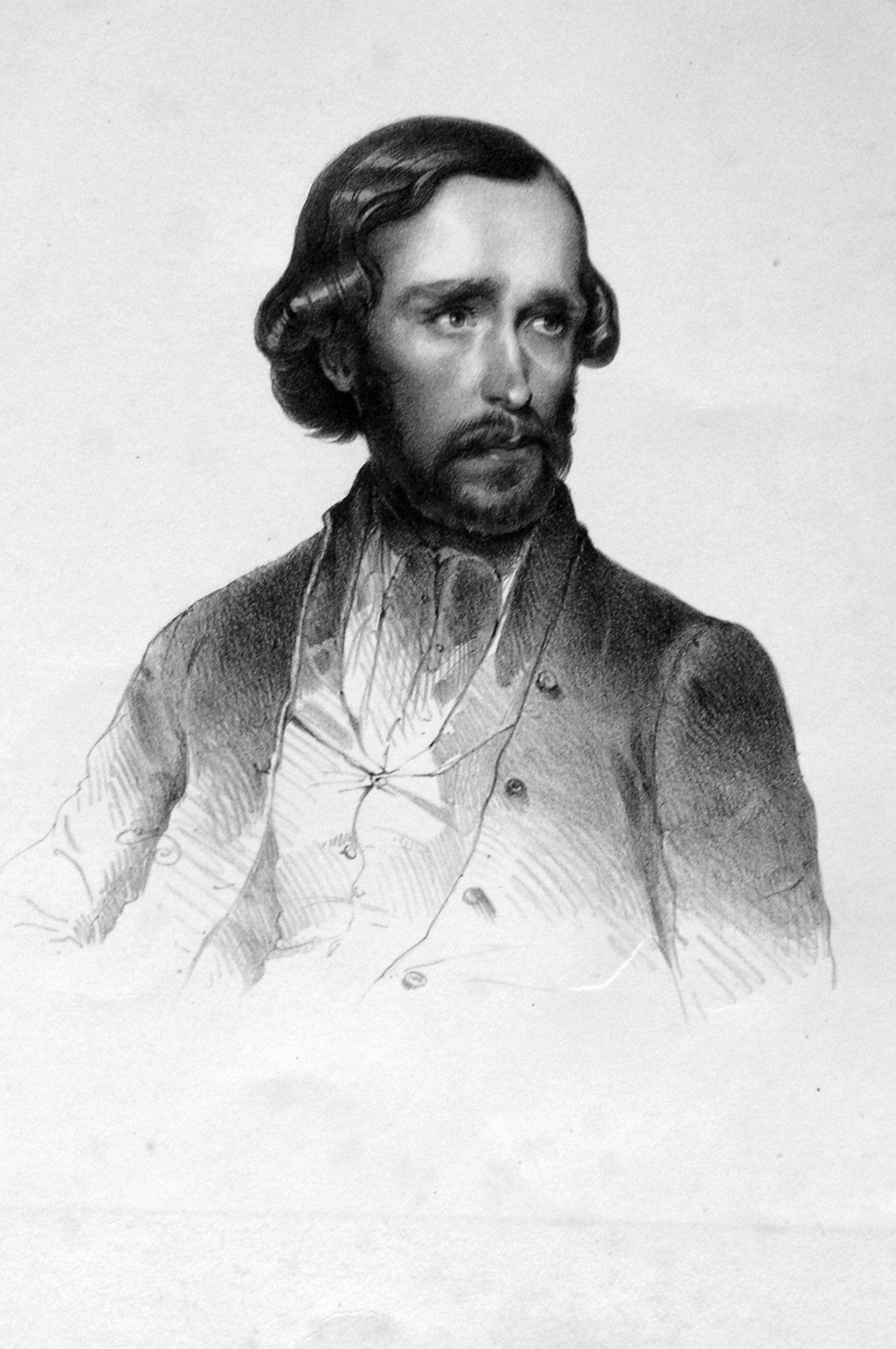
Johannes Preleuthner, Lithographie von E. Swoboda

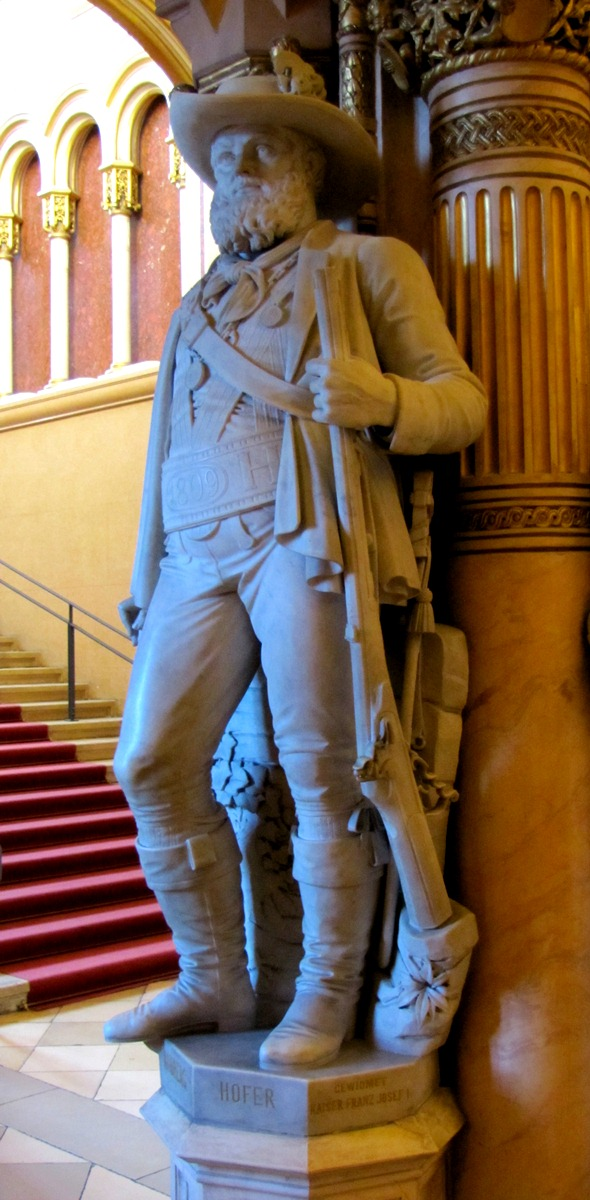
Statue des Andreas Hofer in der Feldherrenhalle des Heeresgeschichtlichen Museums.

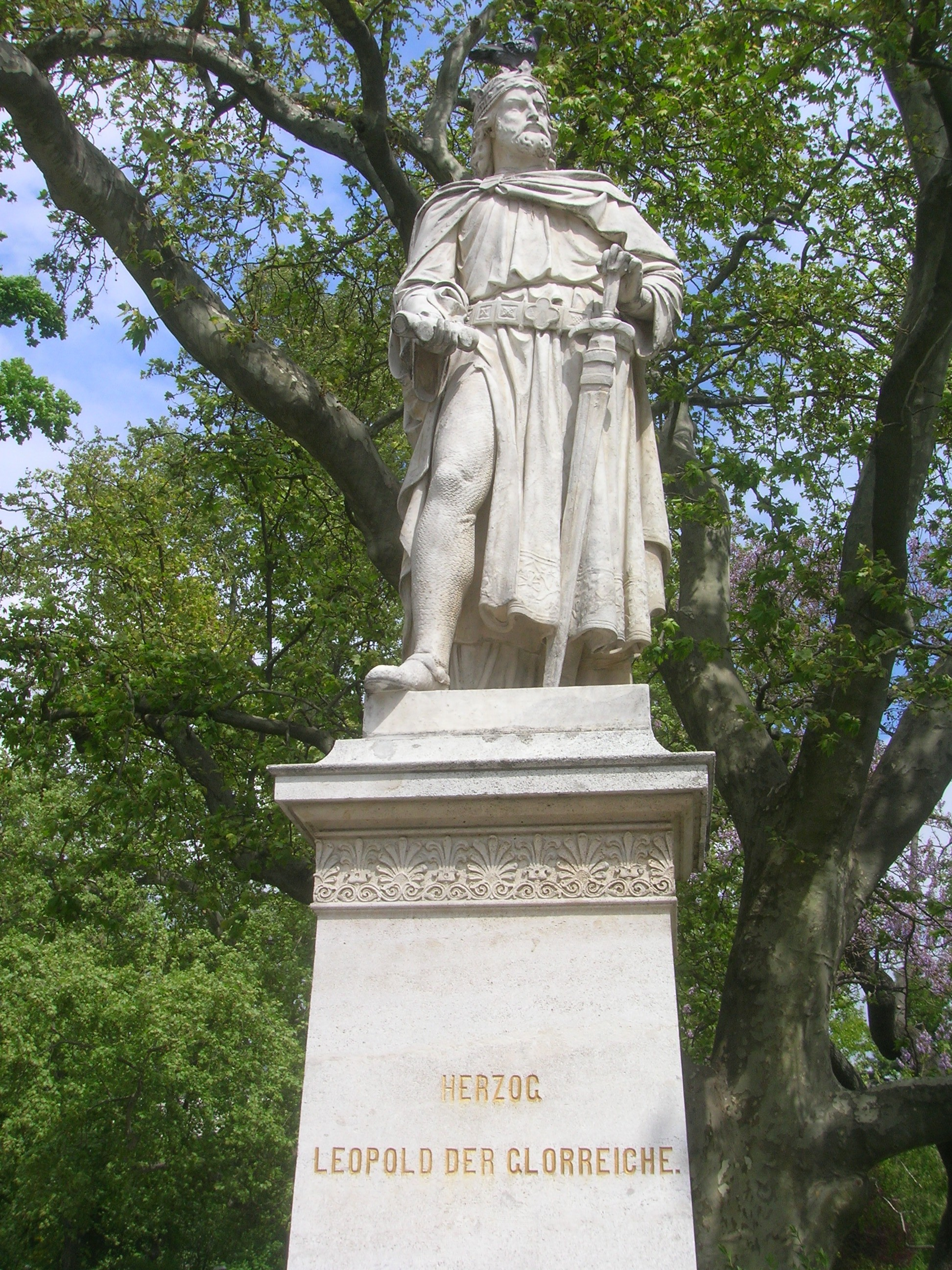
Johann Preleuthner: Marmorstandbild Leopold VI. (Wien, Rathauspark)

Johann Baptist Preleuthner, auch Preleithner (* 27. Dezember 1807 in Wien; † 4. August 1897 Villa Harthof bei Gloggnitz) war ein österreichischer Bildhauer.

## Leben
Johann Preleuthner war zunächst Schüler seines Stiefvaters Johann Nepomuk Schaller. 1820 studierte er an der Wiener Akademie der bildenden Künste und danach an der Münchener Akademie bei Ludwig Schwanthaler. 1848 wurde er zum Mitglied der Wiener Akademie gewählt und 1866 von Kaiser Franz Joseph I. darin bestätigt.
Zu seinen Werken gehören die lebensgroßen Porträtstatuen von Andreas Hofer und Feldmarschall Johann Graf Pálffy für die Feldherrenhalle des 1856 fertiggestellten „k.u.k. Hofwaffenmuseum“ (heute Heeresgeschichtliches Museum), die er 1869 bzw. 1873 anfertigte. Preleuthner arbeitete zeitweise auch mit Anton Dominik von Fernkorn zusammen.
1928 benannte man den Preleuthnersteig in Wien-Hietzing nach ihm.

## Werk (Auswahl)
Preleuthner stattete zahlreiche Gebäude der Ringstraßen-Ära in Wien mit seinen Plastiken und Reliefs aus.
- Marmorstandbild Leopolds VI. für die Elisabethbrücke
- Standbilder von Andreas Hofer (1873) und Johann V. Graf Pálffy (1869) in der Feldherrenhalle des Heeresgeschichtlichen Museums.
- Steinstatuen der Apostel Petrus und Paulus an der Hauptfassade der Altlerchenfelder Pfarrkirche
- Hochreliefs Ballett und Oper an der Hauptstiege der Wiener Staatsoper
- Hermenatlanten am Palais Mayr von Melnhof, Operngasse 4
- 14 Rundreliefs an der hinteren Fassade der Wiener Staatsoper
- Ehrenbecher des Landes Krain für Josef Ettenreich